# آلزایمر (فیلم)
آلزایمر پنجمین فیلم سینمایی احمدرضا معتمدی و ساخت سال ۱۳۸۹ است.
بخشنامه وزارت فرهنگ و ارشاد اسلامی مبنی بر فارسی بودن نام فیلمها موجب شد تا در طول ساخت این فیلم از عنوانهایی نظیر "نسیان" و "فراموشی" برای آن استفاده شود اما احمدرضا معتمدی، کارگردان فیلم در مصاحبه خود با مجله فیلم ابراز داشت که با این اسامی مخالف است و آنها را غیر از شعاری بودن، دور از فضا و قصه اصلی فیلم می داند . او قطعی شدن نام فیلم را به زمانی موکول می کند که بتواند با مسئولان جلسه بگذارد و برایشان توضیح بدهد که آلزایمر اسم یک بیماری است که معادلی ندارد و استفاده از آن برای عنوان فیلم فضای معنایی گسترده تری ایجاد می کند . اما اگر نتیجه جلسات رضایت بخش نباشد از اسم دیگری به جز "فراموشی" یا "نسیان" استفاده میکند
مهدی هاشمی در بیست و نهمین جشنواره فیلم فجر که در بهمن ماه سال هشتاد و نه برگزار شد به خاطر بازی در فیلمهای آلزایمر و آقا یوسف برنده سیمرغ بهترین بازیگر مرد گردید
| قسمت                      | کاندید         | نتیجه  | جایزه                                  |
| ------------------------- | -------------- | ------ | -------------------------------------- |
| بهترین فیلم               | احمدرضا معتمدی | کاندید | سیمرغ بلورین                           |
| بهترین کارگردانی          | احمدرضا معتمدی | کاندید | سیمرغ بلورین                           |
| بهترین بازیگر نقش اول مرد | مهدی هاشمی     | برنده  | سیمرغ بلورین                           |
| بهترین بازیگر نقش اول زن  | مهتاب کرامتی   | کاندید | سیمرغ بلورین                           |
| بهترین بازیگر مرد         | فرامرز قریبیان | برنده  | دیپلم افتخار بخش بین الملل جشنواره فجر |
| بهترین فیلمنامه           | احمدرضا معتمدی | کاندید | سیمرغ بلورین/دیپلم افتخار              |
| بهترین چهره پردازی        | سعید ملکان     | برنده  | سیمرغ بلورین                           |

## بازیگران
| بازیگر            | نقش |
| ----------------- | --- |
| فرامرز قریبیان    |     |
| مهدی هاشمی        |     |
| مهتاب کرامتی      |     |
| مهران احمدی       |     |
| حمید ابراهیمی     |     |
| داود فتحعلی بیگی  |     |
| شاه‌علی سرخانی     |     |
| هدا ناصح          |     |
| حسن محمدی غمخوار  |     |
| تارا رحمتی        |     |
| صوفیا دژاکام      |     |
| فرخنده فرمانی‌زاده |     |

## عوامل
- نویسنده و کارگردان : احمدرضا معتمدی
- مدیر فیلم برداری : علی لقمانی
- تدوین : فرامرز هوتهم
- موسیقی : علی صمدپور
- صدابردار: حسین بشاش
- طراح صحنه و لباس: حسن روح‌پروری
- طراح چهره‌پردازی: سعید ملکان، شایان اکبرزاده تقوی
- عکاس: امیر عابدی

## جزئیات
- ژانر: درام
- رنگ: رنگی
- صدا: Mono
- لوکیشن: تهران

## خلاصه فیلم
این داستانی است درباره‌ی روابط انسانی که در مرکز آن یک مرد قرار دارد. این مرد فراموشی گرفته. دلیل فراموشی او یک تصادف است. از این به بعد او باید دنیای دیگری را تجربه کند.